# ヴェリ・ランピ
ヴェリ・ランピ（Veli Lampi, 1984年7月18日 - ）は、フィンランド・セイナヨキ出身の元サッカー選手。現役時代のポジションはディフェンダー。

## 経歴
2007年1月にFCチューリッヒへ移籍。そのシーズンにスーパーリーグ優勝を果たしている。
2013年12月、HJKに復帰した。
2016年、VPSに復帰した。